# Maria da Fé
Maria da Fé är en kommun i Brasilien.   Den ligger i delstaten Minas Gerais, i den sydöstra delen av landet, 800 km söder om huvudstaden Brasília. Antalet invånare är 14 216.
Omgivningarna runt Maria da Fé är en mosaik av jordbruksmark och naturlig växtlighet. Runt Maria da Fé är det ganska glesbefolkat, med 24 invånare per kvadratkilometer.